# (4492) Debussy
(4492) Debussy (1988 SH) – to planetoida z pasa głównego.

## Odkrycie
Planetoida została odkryta 17 września 1988 roku przez Erica Elsta. Nazwa asteroidy pochodzi od nazwiska kompozytora Claude’a Debussy’ego.

## Orbita
Orbita (4492) Debussy jest nachylona do płaszczyzny ekliptyki pod kątem 8,02°. Na jeden obieg wokół Słońca ciało to potrzebuje 4 lata i 221 dni, krążąc w średniej odległości 2,77 j.a. od Słońca. Mimośród orbity tej planetoidy to 0,179.

## Właściwości fizyczne
Debussy ma średnicę ok. 10 km. Jego jasność absolutna to 12,9m. Okres obrotu tej planetoidy wokół własnej osi to 26 godzin i 36 minut.

## Księżyc planetoidy
Na podstawie analizy jasności krzywej blasku zidentyfikowano w pobliżu tej asteroidy naturalnego satelitę. Odkrycia tego dokonano bazując na danych obserwacyjnych spomiędzy 30 października 2002 do 4 grudnia 2002 oraz od 18 marca 2004 do 18 maja 2004 roku. Odkrycia dokonali R. Behrend, R. Roy, S. Sposetti, L. Bernasconi oraz dziesięciu innych obserwatorów. Księżyc ten ma średnicę szacowaną na 6 km, krąży w odległości 5,2-13,5 km od składnika głównego w czasie 26,606 godziny, co równa się okresowi obrotu planetoidy (4492) Debussy wokół własnej osi. Obiekty te są zatem zwrócone do siebie tymi samymi stronami.
Satelita został tymczasowo oznaczony S/2004 (4492) 1.